# Morgan Quero
Morgan Niccolo Quero Gaime (Jesús María, 2 de julio de 1969) es un politólogo, funcionario público y docente universitario peruano. Es el actual ministro de Educación del Perú en el gobierno de Dina Boluarte, desde el 1 de abril de 2024.

## Formación académica
Es doctor en Ciencias Políticas y Sociales con mención honorífica por la Universidad Nacional Autónoma de México. Cuenta con una maestría en Ciencias Políticas, mención honorífica especialidad en Comunicación, Tecnologías y Poder por la Universidad de París I. También es licenciado en Ciencias Políticas, mención en Economía y Políticas Sociales, por la Universidad de Grenoble.

## Trayectoria
Fue jefe de gabinete en los ministerios de Cultura, Producción, Educación, Desarrollo e Inclusión Social. También fue asesor en el ministerio de Defensa y jefe del Fondo Nacional de Desarrollo Pesquero.
Durante el gobierno de Dina Boluarte fue nombrado jefe del Gabinete Técnico de la Presidencia de la República, cargo al que renunció en diciembre de 2023. En febrero de 2024 fue nombrado director del Centro de Altos Estudios Nacionales (CAEN).
También es investigador y docente universitario, habiendo publicado libros y artículos sobre el Perú y América Latina.

### Ministro de Estado
El 1 de abril de 2024 asumió como ministro de Educación en el gobierno de Dina Boluarte, formando parte del gabinete ministerial presidido por Gustavo Adrianzén. Fue ratificado en su cargo el 14 de mayo de 2025, juramentando como parte de un nuevo gabinete ministerial presidido por Eduardo Arana Ysa. Posteriormente, se afilió al partido Ciudadanos por el Perú.

## Controversias
Durante su gestión como ministro de Educación, se volvieron a hacer públicas las agresiones sexuales cometidas por profesores contra niñas en las escuelas de las comunidades nativas de Condorcanqui y Bagua, en el departamento de Amazonas. Ya en 2023, la lideresa de Condorcanqui, Belinda Jima, había denunciado la impunidad que prevalece en estos casos. Asimismo, la dirigente Rosemary Pioc Tena presentó una denuncia ante la UGEL de Condorcanqui por al menos 524 casos de violaciones sexuales de niñas y adolescentes por parte de sus propios profesores, con agravante del contagio de VIH. Sin embargo, en vez de considerar este asunto como algo grave que debe denunciarse penalmente, el ministro de Educación, Morgan Quero, y luego la ministra de la Mujer y Poblaciones Vulnerables, Ángela Hernández, declararon en el canal del Estado peruano que se trataba de «prácticas culturales» propias de los habitantes de la comunidad.
Estas opiniones fueron muy mal recibidas, ya que provenían de las mismas autoridades que tienen la obligación legal y moral de proteger a la población, especialmente a las niñas y niños del país. En dicho contexto, la evocación de la «cultura» equivale a relativizar e incluso justificar dichos actos y otorgar impunidad a los agresores. Ambos ministros fueron denunciados por la congresista Ruth Luque ante la Fiscalía correspondiente por un delito de discriminación e incitación a la discriminación. En junio de 2024, Morgan Quero se disculpó con Raquel Caicat, vicepresidenta de la Organización Regional de Pueblos Indígenas de Amazonas, por haberse expresado de manera imprecisa e indebida.
El 11 de diciembre de 2024, al ser consultado sobre la ausencia de un pronunciamiento del Gobierno peruano con motivo del Día de los Derechos Humanos, señaló que «los derechos humanos son para las personas, no para las ratas». Con el término «ratas» se refirió a las 49 personas fallecidas en las protestas contra el gobierno por la represión policial. Tuvo que pedir disculpas a los familiares horas después. En mayo de 2025, el Ministerio Público presentó una denuncia constitucional contra Morgan Quero por un presunto delito contra la humanidad a raíz de sus declaraciones de diciembre de 2024.
Otra de las controversias que rodearon a Morgan Quero tuvo lugar durante la conmemoración del Día mundial del Autismo de 2025. Al momento de cerrar su discurso, Quero pronunció la frase: «¡Que viva el Perú, Que viva el autismo!», lo que desató una ola de críticas por parte de personas dentro del espectro autista, así como de familiares, acompañantes y activistas. Muchos consideraron sus palabras como algo «fuera de lugar», ya que, aunque posiblemente no hubo mala intención, la frase fue percibida como una muestra de desconocimiento y una «falta de respeto» a los que padecen de ese trastorno.